# Carrer d'Ausiàs March

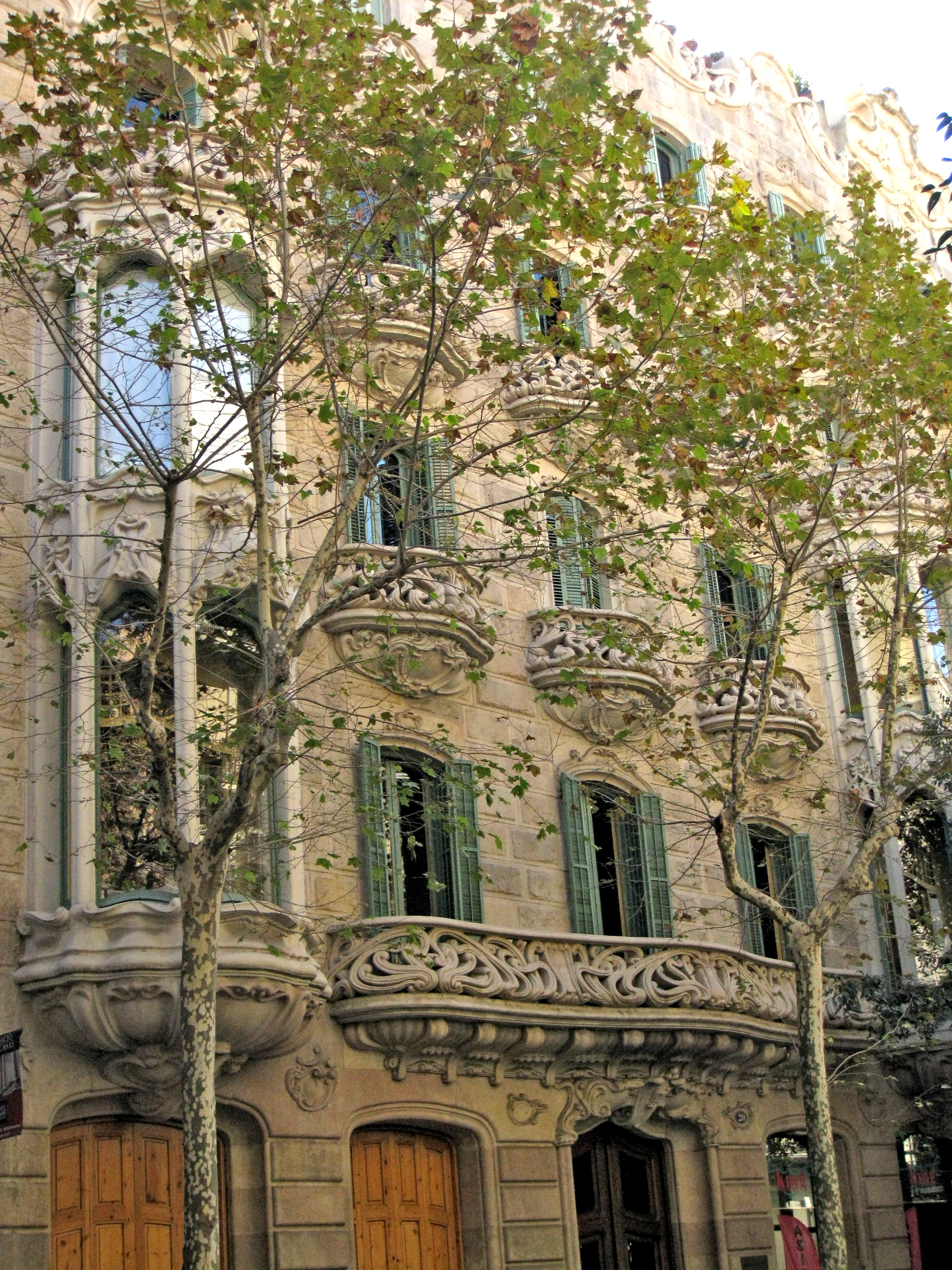
Huis van Manuel Felip, Carre d'Ausiàs March 20

Carrer d'Ausiàs Marc (soms geschreven als Ausiàs March) is een straat in het district Eixample vernoemd naar de middeleeuwse Valenciaanse dichter Ausiàs March. Hij ligt tussen Carrer de Casp en Carrer d'Alí Bei, en kruist Dreta de l'Eixample vanaf Plaça d'Urquinaona richting Carrer de Lepant.

## Gebouwen en instellingen
Scholen
- Institut d'Educació Secundària Fort Pius
- Escola Mireia

Bibliotheek
- Associació Orquestra de Cambra d'Amics dels Clàssics

Katholieke kerk
- Església Conventual Mare de Déu del Rosari